# Finland op de Olympische Winterspelen 2006

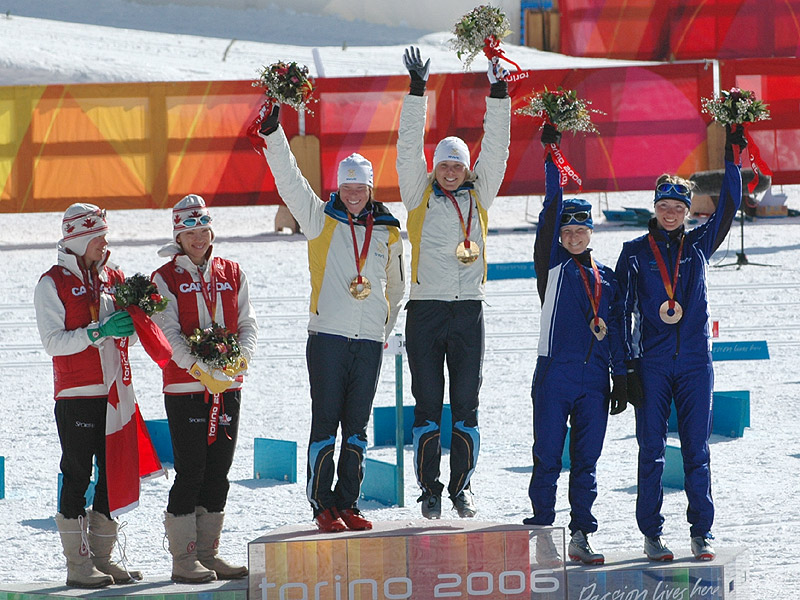
Virpi Kuitunen en Aino-Kaisa Saarinen tijdens de huldiging voor de bronzen medaille

Tijdens de Olympische Winterspelen van 2006 die in Turijn werden gehouden nam Finland voor de 20e keer deel en is daarmee een van de twaalf landen die aan alle Winterspelen heeft deelgenomen.
Finland eindigde op de negentiende plaats in het medailleklassement met 6 zilveren en 3 bronzen medailles die in acht sporten werden veroverd.

## Medailles
| Sport | Naam                                                                                | Discipline                | Medaille |
| --- | ----------------------------------------------------------------------------------- | ------------------------- | -------- |
| Alpineskiën | Tanja Poutiainen                                                                    | Reuzenslalom, vrouwen     | Zilver   |
| Curling | Kalle Kiiskinen / Wille Mäkelä / Teemu Salo Jani Sullanmaa / Markku Uusipaavalniemi | Mannen                    | Zilver   |
| Freestyleskiën | Mikko Ronkainen                                                                     | Moguls, mannen            | Zilver   |
| Langlaufen | Aino-Kaisa Saarinen / Virpi Kuitunen                                                | Team sprint, vrouwen      | Brons    |
| Noordse combinatie | Antti Kuisma / Anssi Koivuranta Jaakko Tallus / Hannu Manninen                      | 4x 5 km estafette, mannen | Brons    |
| Schansspringen | Matti Hautamäki                                                                     | K90, mannen               | Zilver   |
| Schansspringen | Janne Ahonen / Janne Happonen Matti Hautamäki / Tami Kiuru                          | K120 team, mannen         | Zilver   |
| Snowboarden | Markku Koski                                                                        | Half-pipe, mannen         | Zilver   |
| IJshockey | Olympisch team *                                                                    | Mannen                    | Zilver   |
| * Aki Berg, Lasse Kukkonen, Toni Lydman, Antti-Jussi Niemi, Petteri Nummelin, Teppo Numminen Sami Salo, Kimmo Timonen, Niklas Hagman, Jukka Hentunen, Olli Jokinen, Jussi Jokinen Niko Kapanen, Saku Koivu, Mikko Koivu, Antti Laaksonen, Jere Lehtinen, Ville Nieminen Ville Peltonen, Jarkko Ruutu, Teemu Selänne, Niklas Bäckström, Antero Niittymäki, Fredrik Norrena |                                                                                     |                           |          |

Albanië · Algerije · Amerikaanse Maagdeneilanden · Andorra · Argentinië · Armenië · Australië · Azerbeidzjan · België · Bermuda · Bosnië en Herzegovina · Brazilië · Bulgarije · Canada · Chili · China · Chinees Taipei · Costa Rica · Cyprus · Denemarken · Duitsland · Estland · Ethiopië · Finland · Frankrijk · Georgië · Griekenland · Groot-Brittannië · Hongarije · Hongkong · Ierland · IJsland · India · Iran · Israël · Italië · Japan · Kazachstan · Kenia · Kirgizië · Kroatië · Letland · Libanon · Liechtenstein · Litouwen · Luxemburg · Macedonië · Madagaskar · Moldavië · Monaco · Mongolië · Nederland · Nepal · Nieuw-Zeeland · Noord-Korea · Noorwegen · Oekraïne · Oezbekistan · Oostenrijk · Polen · Portugal · Roemenië · Rusland · San Marino · Senegal · Servië en Montenegro · Slovenië · Slowakije · Spanje · Tadzjikistan · Thailand · Tsjechië · Turkije · Venezuela · Verenigde Staten · Wit-Rusland · Zuid-Afrika · Zuid-Korea · Zweden · Zwitserland